# William Dean (Wasserballspieler)
William Henry „Billy“ Dean (* 6. Februar 1887 in Manchester; † 2. Mai 1949 in Withington, Greater Manchester) war ein britischer Wasserballspieler.
Dean begann als Siebenjähriger zu schwimmen und gewann mit zehn bereits die ersten Preise. Seine Wasserballkarriere begann er bei Manchester Swan and Salford. Sein erstes Länderspiel für England gewann er noch als Teenager. Im Jahr 1909 zog seine Familie nach Hyde, wo er einer der Stars der Mannschaft wurde, die den Wasserball zu der Zeit dominierten. Zusammen mit George Wilkinson bildete er das Rückgrat der Mannschaft, welche den Erfolg der Mannschaft ausmachte. In ihre Zeit fielen neun englische Meisterschaften. Dean spielte 18-mal für England und war sechsmal davon Kapitän der Mannschaft. Außerdem spielte er Fußball bei Manchester United und war in zwei Spielzeiten Torwart des Vereins.
Bei den Olympischen Spielen 1920 nahm er mit der englischen Nationalmannschaft teil und gewann zusammen mit Charles Sydney Smith, Paul Radmilovic, Charles Bugbee, Noel Purcell, Christopher Jones und William Peacock gegen Belgien 3:2 und gewann die Goldmedaille. Dean erzielte bei dem Erfolg zwei der drei Tore. Nach seiner Karriere wurde er ein erfolgreicher Unternehmer und wurde Direktor einer Elektrizitätsfirma.